# Lak (Ungarn)
Lak ist eine ungarische Gemeinde im Kreis Edelény im Komitat Borsod-Abaúj-Zemplén. Mehr als die Hälfte der Bewohner zählen zur Volksgruppe der Roma.

## Geografische Lage
Lak liegt in Nordungarn, 28 Kilometer nordöstlich des Komitatssitzes Miskolc und 11,5 Kilometer nordöstlich der Kreisstadt Edelény. Nachbargemeinden sind Szakácsi, Felsővadász, Tomor und Hegymeg.

## Geschichte
Im Jahr 1913 gab es in der damaligen Kleingemeinde 178 Häuser und 785 Einwohner auf einer Fläche von 3268 Katastraljochen. Sie gehörte zu dieser Zeit zum Bezirk Edelény im Komitat Borsod.

## Sehenswürdigkeiten
- Reformierte Kirche, erbaut 1790–1795 im spätbarocken Stil

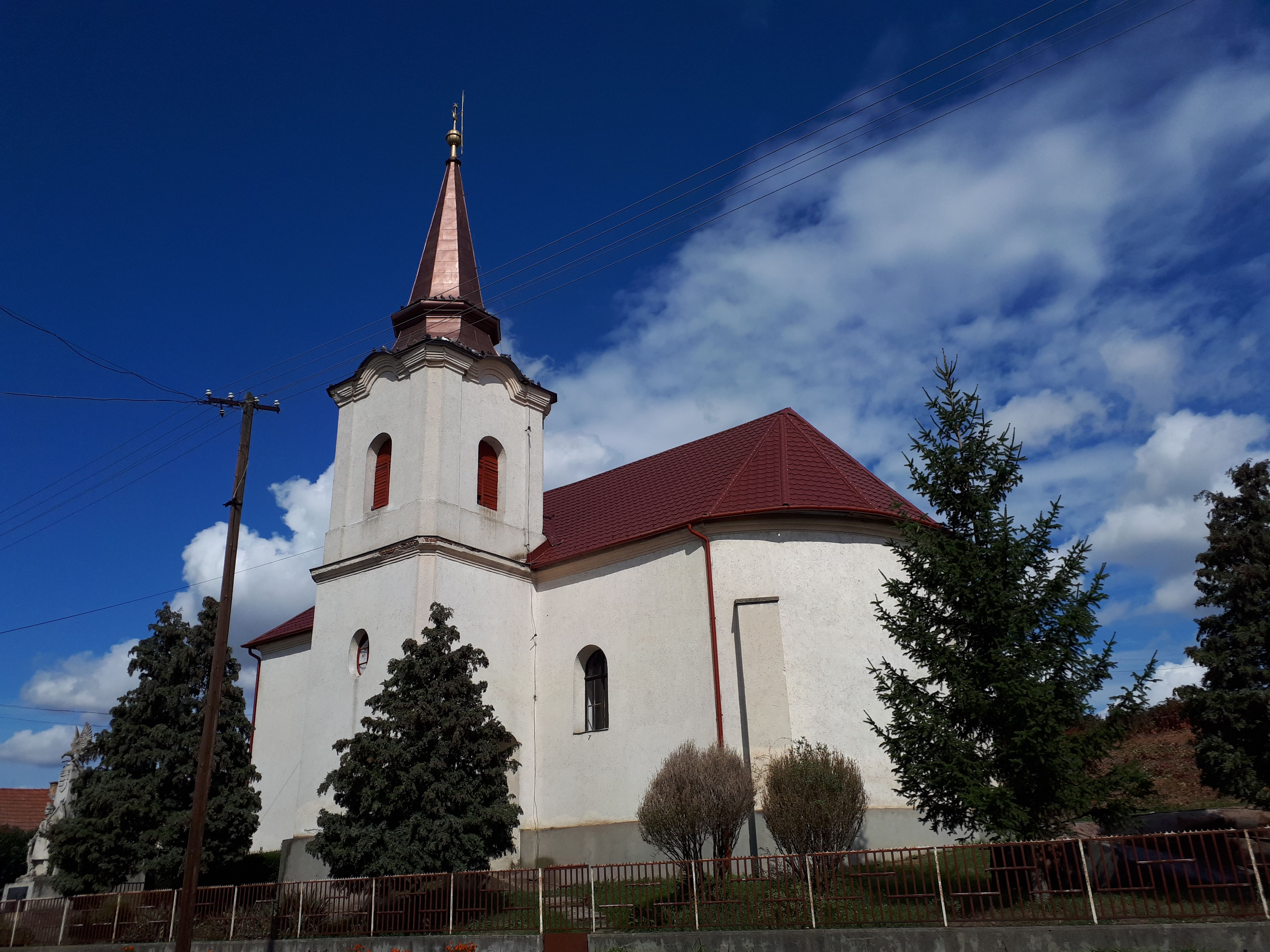
Reformierte Kirche

- Weltkriegsdenkmal

## Verkehr
In Lak treffen die Landstraße Nr. 2616 und die Nebenstraße Nr. 26134 aufeinander. Es bestehen Busverbindungen nach Irota und Tomor sowie über Hegymeg und Damak nach Edelény, wo sich der nächstgelegene Bahnhof befindet.